# أنطونيو دومينغو بوسي
أنطونيو دومينغو بوسي (بالإسبانية: Antonio Domingo Bussi)‏ (و. 1926 – 2011 م)هو سياسي، وعسكري محترف من الأرجنتين . تولى منصب محافظ توكومان شمال غربي البلاد. (29 أكتوبر 1995–29 أكتوبر 1999) .
ويحمل رتبة عسكرية فريق أول .
توفي في سان ميغيل دي توكومان .